# Onthophagus coahuilae
Onthophagus coahuilae là một loài bọ cánh cứng trong họ Bọ hung (Scarabaeidae).